# John Tate (Bassist)
John Tate (* um 1975) ist ein US-amerikanischer Jazzmusiker (Kontrabass) des Modern Jazz.

## Leben und Wirken
Tate erwarb den Bachelor of Arts in Jazz Performance an der Northern Illinois University, anschließend das Diplom in Jazz Studies an der New Yorker Juilliard School. Sein Mentor in dieser Zeit war Ron Carter. Er arbeitete ab Mitte der 1990er-Jahre in der amerikanischen Musikszene; u. a. spielte er mit Von Freeman, Matt Wilson, Tony Malaby, Ben Monder, Jeff Parker, Carl Allen, Rodney Jones, Bill Carrothers, Victor Goines und George Fludas.  Zudem entstanden Aufnahmen in Chicago mit der Stone/Bratt Big Band, in New York mit Marquis Hill (New Gospel), Fareed Haque (Out of Nowhere - Featuring Billy Hart & George Mraz) und Charles Rumback (Seven Bridges, 2021). Tate lebt in Brooklyn, wo er außerdem mit Tobias Meinhart, Sacha Perry und Elliot Scozzaro spielt.

## Diskographische Hinweise
- Charles Rumback, John Tate: Daylight Savings (Ears & Eyes Records, 2015)
- Charles Rumback: Threes (Ears & Eyes Records, 2017), mit Jim Baker
- Charles Rumback, Jim Baker, John Tate: June Holiday (2020)